# Operazione Frühlingserwachen
Operazione Frühlingserwachen (in tedesco Unternehmen Frühlingserwachen, "Operazione risveglio di primavera", in russo Балатонская оборонительная операция, in magiaro Frühlingserwachen hadművelet) fu il nome in codice per l'offensiva del lago Balaton, l'ultima significativa azione offensiva della Wehrmacht durante la seconda guerra mondiale.
L'operazione, che ebbe luogo dal 6 al 16 marzo 1945 in Ungheria, vide contrapposte le forze tedesche dell'Heeresgruppe Süd, comandato dal generale Otto Wöhler, contro le truppe sovietiche del 3º Fronte ucraino, comandato dal maresciallo Fëdor Ivanovič Tolbuchin. Adolf Hitler e l'alto comando tedesco concentrarono per l'offensiva un gran numero di Panzer-Division delle Waffen-SS, in parte ritirate dal campo di battaglia delle Ardenne, con l'obiettivo di raggiungere una vittoria strategica, riconquistare i campi petroliferi di Nagykanizsa e rientrare a Budapest, occupata dai sovietici il mese precedente dopo un lungo assedio.
Dopo alcuni successi iniziali, l'operazione si concluse con un completo fallimento; le Panzer-Division subirono forti perdite e, intralciate anche dal terreno quasi impraticabile per il disgelo primaverile, non riuscirono ad avanzare; l'Armata Rossa fece intervenire le riserve meccanizzate e passò rapidamente al contrattacco. Le forze tedesche, fortemente indebolite dopo la sconfitta, non furono più in grado di contrastare le armate sovietiche, che in aprile entrarono a Vienna.

## Antefatti
La perdita di Budapest, caduta il 13 febbraio, rappresentò per la Germania anche la perdita di un importante crocevia; dalla capitale ungherese infatti passavano i collegamenti ferroviari per Vienna, Bratislava e Praga ed Hitler dette ordine al generale Wöhler, dopo che questi aveva ottenuto il trasferimento dal fronte occidentale della 6ª Armata corazzata SS, comandata dall'SS-Oberst-Gruppenführer Josef Dietrich, di attaccare l'Armata Rossa nel settore del lago Balaton, allo scopo di isolare e distruggere il 3º Fronte ucraino e, una volta raggiunto questo obiettivo, raggiungere il fiume Danubio per dirigersi nuovamente verso Budapest.

## Forze in campo

### Germania
Le forze tedesche dell'Heeresgruppe Sud erano così suddivise: la 6ª Armata corazzata SS, comprendente le divisioni Waffen-SS "Leibstandarte", "Das Reich", "Totenkopf", "Wiking", "Hohenstaufen", "Hitlerjugend" e "Reichsführer-SS", la 2ª Armata corazzata, comandata dal generale Maximilian de Angelis, e l'Heeresgruppe E, comandato dal generale della Luftwaffe Alexander Löhr.
La 6ª Armata corazzata SS aveva in organico i migliori mezzi corazzati dei quali in quel momento la Germania poteva disporre, ossia i carri medi Panther ed i carri pesanti Tiger e Königstiger e, sulla direttrice principale d'attacco, i tedeschi riuscirono a schierare 43 carri armati per ogni chilometro di fronte.

### Unione Sovietica
Le forze dell'Armata Rossa presenti nel settore erano rappresentate a sud dal 3º Fronte ucraino, comandato dal maresciallo Tolbuchin, ed a nord dal 2º Fronte ucraino, già Fronte della Steppa, comandato dal maresciallo Rodion Jakovlevič Malinovskij, la cui ala destra era in quel momento impegnata nell'offensiva verso la Cecoslovacchia.

### Piani operativi
La 6ª Armata corazzata SS venne incaricata di avanzare in direzione sud est e di raggiungere il Danubio, alla 2ª Armata corazzata venne affidato il compito di dirigersi verso Kaposvár, a sud del lago Balaton, mentre l'Heeresgruppe E avrebbe attaccato da sud, oltrepassando il fiume Drava, per congiungersi con la 6ª armata corazzata.

## La battaglia

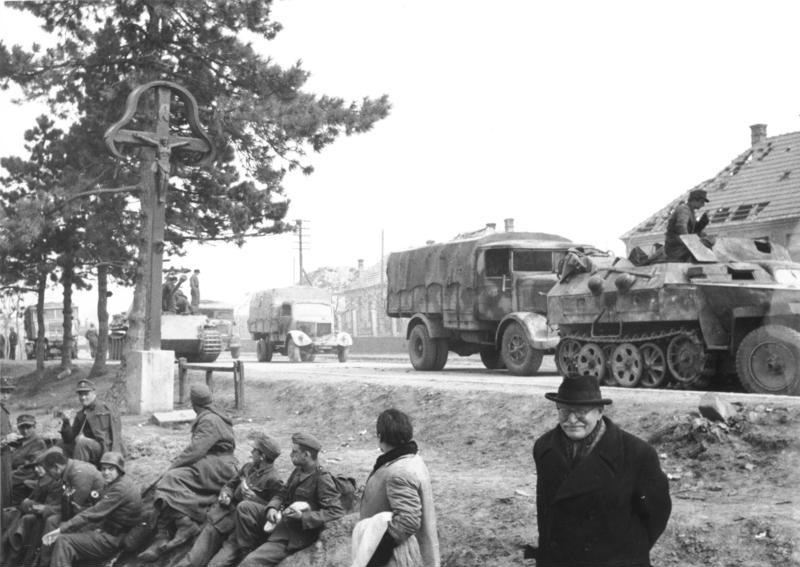
Truppe tedesche in sosta durante l'operazione Frühlingserwachen

L'attacco tedesco ebbe inizio nella notte tra il 5 ed il 6 marzo ed il grosso delle forze di Wöhler si mosse da sud in direzione di Pécs e da nord verso Tatabánya. L'attacco colse alla sprovvista le forze sovietiche ma, ricevuta la notizia dell'offensiva, la Stavka, nella stessa giornata, dette ordine alle riserve mobili del 3º Fronte ucraino di dirigersi immediatamente verso il canale Sarviz, in quel momento presidiato dalla 27ª Armata sovietica. Il giorno successivo l'Heeresgruppe E oltrepassò il fiume Drava nelle zone di Valpovo e di Donji Miholjac e la 2ª Armata corazzata sfondò il fronte sovietico della 57ª Armata, dirigendosi verso Nagybajom, mentre nel settore nord la 27ª Armata sovietica, ancora in attesa di rinforzi, riuscì, grazie ad un intenso fuoco di sbarramento da parte dell'artiglieria, coadiuvata anche da reparti di artiglieria contraerea, a contenere momentaneamente l'impeto dell'attacco della 6ª Armata corazzata SS la quale, il giorno 8, concentrò l'attacco in direzione di Székesfehérvár, nel settore compreso tra il lago Balaton ed il lago di Velence, dirigendosi verso il Danubio.

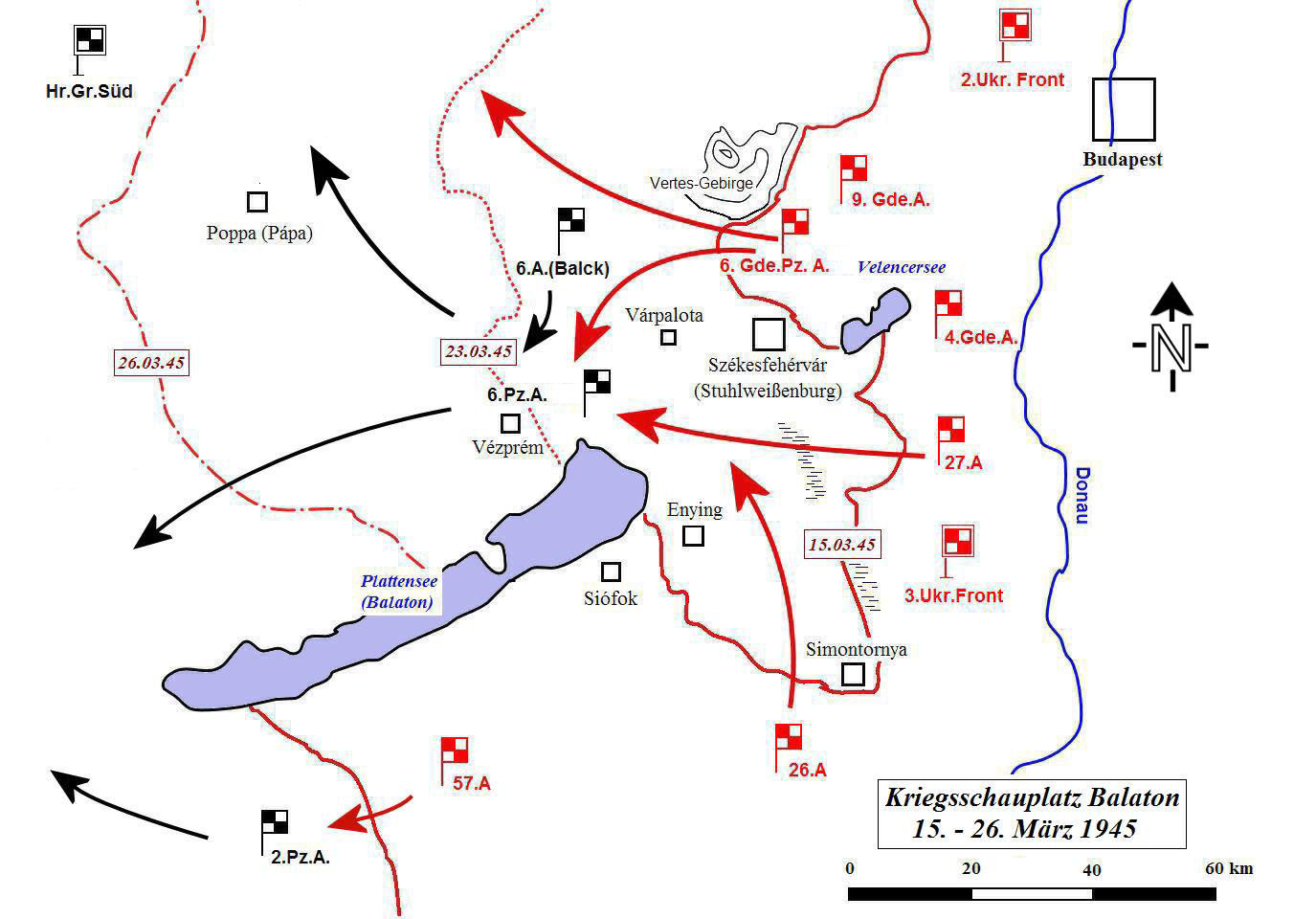
Il contrattacco sovietico

Il 9 marzo le forze della 6ª Armata corazzata SS attaccarono a sud, riuscendo a realizzare penetrazioni del fronte sovietico profonde dai 10 ai 24 chilometri, ed il maresciallo Tolbuchin, per contenere l'avanzata delle forze corazzate tedesche, fu costretto ad impiegare le riserve a disposizione della 9ª Armata della Guardia. Analoghi progressi furono compiuti dalla 2ª Armata corazzata a sud del lago Balaton, ma l'attacco perse rapidamente intensità a causa del fuoco di sbarramento dell'artiglieria sovietica, mentre, nei pressi di Donji Miholjac, l'Heeresgruppe E stabilì una testa di ponte oltre il fiume Drava, obbligando le forze bulgare a supporto dei sovietici a ritirarsi e riuscendo a contenere l'immediato contrattacco della 3ª Armata Jugoslava.
I tentativi di sfondamento del fronte sovietico proseguirono per altri tre giorni, con gravi perdite da entrambe le parti, perdite che tuttavia i tedeschi non erano più in grado di rimpiazzare, ma il 12 marzo la spinta dell'offensiva tedesca poteva dirsi definitivamente esaurita e le forze dell'Armata Rossa iniziarono i preparativi del contrattacco che prese il via il giorno 16. Il 17 marzo le forze di Tolbuchin sfondarono le difese tedesche nel settore di Székesfehérvár, costringendole a ripiegare verso il confine austriaco, contravvenendo agli ordini di Hitler di resistere ad oltranza. Il Führer ordinò poi che le unità delle SS ritiratesi fossero private dei bracciali onorari.

## Nella cultura di massa
Il gruppo di black metal tedesco Endstille, da sempre ispirato per testi ed immaginario agli eventi della seconda guerra mondiale, ha intitolato il suo secondo album Frühlingserwachen.